# Carlos Herrera (bokser)
Carlos Herrera – kubański bokser, brązowy medalista Igrzysk Ameryki Środkowej i Karaibów z roku 1935 oraz srebrny medalista Mistrzostw Panamerykańskich w Dallas z roku 1937.